# 巴勒

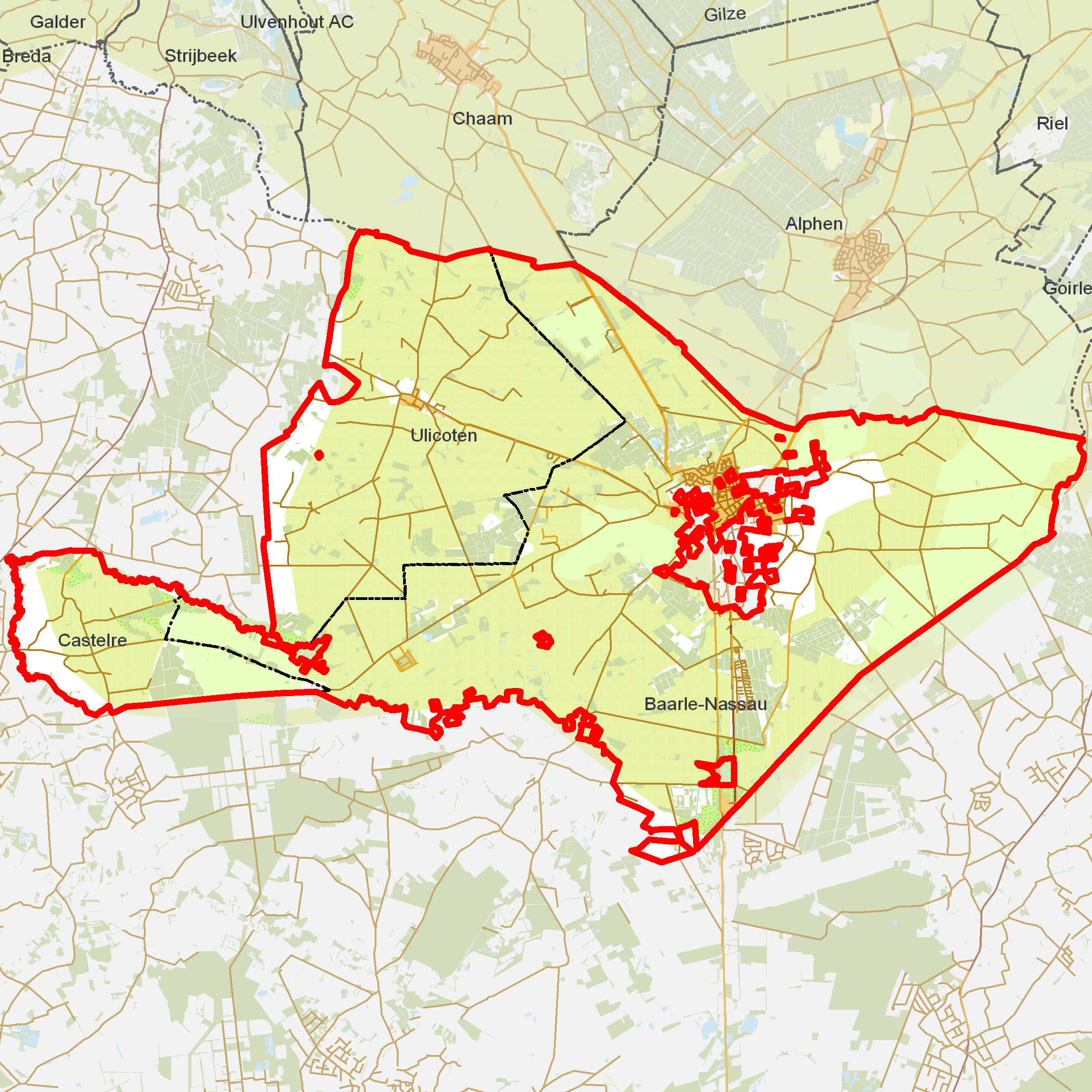
巴勒地區劃分為屬於比利時的巴勒海托赫鎮和屬於荷蘭的巴勒拿骚鎮

黄色:比利时巴勒海托赫
白色:荷兰巴勒拿骚

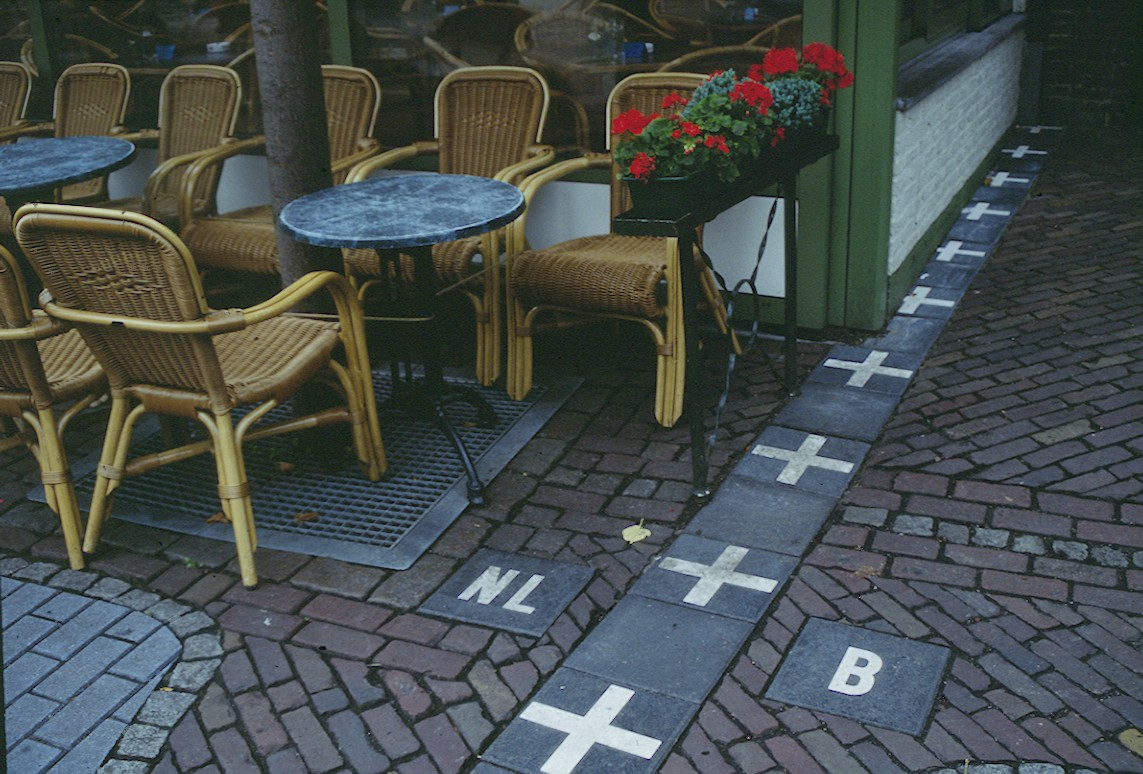
这个在巴勒的咖啡馆由兩國共有，左侧为荷兰的巴勒拿骚，中间是国境线，右侧为比利时的巴勒海托赫。

巴勒（荷蘭語：Baarle，荷蘭語發音：[baːrlə] ⓘ）是一块处于荷兰和比利时之间的边境地区，由属于比利时的巴勒海托赫（Baarle-Hertog）市镇和属于荷兰的巴勒拿骚（Baarle-Nassau）市镇组成。
巴勒地区共有22块比属飞地，而在这些飞地中另外还有7块荷属外飞地，此外在比利时小镇宗德埃亨附近还有一块无人居住的荷属飞地，共计8块荷兰飞地。1995年双方的边境委员会正式地画定了边境。依此，双方同意将截至目前仍处于中立状态的草地划归比利时所有，从那时起巴勒海托赫共有22块飞地。
巴勒镇中的边境大致上是沿着田地分界而决定，但在某些地方，边境更为复杂，有的家庭的厨房和起居室被分到不同的国家。又比如泽曼（Zeeman）的一家分店被边界横穿一分为二。此时就必须确定这房子的前门及其居民的国籍。然而有的房子既有属于比利时的前门又有属于荷兰的前门。这种情况曾经给许多人带来困扰，因为这样会被怀疑走私。为了方便起见，现在所有的房子都在自己的门牌号旁边插上标志自己国籍的国旗。

## 供给

### 电力供应
- 市中心由比利时Electrabel公司供应
- 市中心以外的地区由荷兰Essent公司供应

现在已经有一个自由的电力市场为荷兰和比利时弗拉芒大區供应电力。

### 有线服务（广播，电视和网络）
比利时Telenet公司：Telenet公司为巴勒提供来自荷兰和弗拉芒大區的民用电视服务。而巴勒那少附近的地区则由Essent公司提供有线连接。巴勒在这一点上是极为特殊的，因为除此之外在弗拉芒大區没有任何一个城市可以接收到荷兰的民用电视台。荷兰方面的情况也是一样，因为根据荷兰在媒体方面的立法，来自弗拉芒大區的民用电视在荷兰是被禁止的。

### 燃气
由荷兰Intergas公司提供。

### 水
由荷兰Brabantwater公司提供。

### 其他供給
而大多数街道，垃圾车每周来两次（一次荷方的，一次比方的），邮递员每天来两次（仍然是一次荷方的，一次比方的）。电话由荷兰的KPN和比利时的Proximus共同提供，并且双方的电话网有相当大一部分是重叠的，但是两个网络之间有一种特殊的连接。比利时的居民可以以本地资费打给同村的荷兰居民，反之亦然。并且他们可以收到荷兰的和比利时的所有移动电话服务供应商的信号。根据法律，巴勒拿骚的色情音像店和巴勒海托赫的烟花店全年开门。在巴勒，每周日都是购物星期天（注：在荷兰一般每月的第一个周日是购物星期天，商店开门营业，而普通周日大部分商店都关门。）

## 警察
巴勒拿骚和巴勒海托赫的警察共同驻扎在巴勒海托赫的一个警局。这种情况很特别但并不是独一无二的。在荷兰的边界城市丁克斯佩洛，德国城市博霍尔特的警察和当地警察同在一座大楼办公。来自巴勒海托赫的警察同意被称作巴勒的「迪尔科」（荷蘭語：DirCo，Directeur-Coördinator的縮寫）。

## 历史
巴勒拿骚和巴勒海托赫这种奇特的国土碎片的形成由来已久。13世纪，布拉班特公爵以租赁的形式把城市的一部分分给了布雷达的领主。

## 网站
两个市镇曾共同拥有一个网站，既可以通过baarle-naasau.nl访问，也可以通过baarle-hertog.be访问。该网站于2004年关闭，之后两个市镇各自拥有自己的官方网站。